# Lysning
Lysning (utlysning) innebär en kungörelse om att två personer avser att ingå äktenskap med varandra, i syfte att upptäcka eventuella skäl som skulle kunna förhindra äktenskapet. Eftersom äktenskap i västvärlden framför allt ingåtts inom kyrkans ram finns ofta en sakral koppling och lysningen nämns redan under Fjärde Laterankoniciliet och Tridentinska kyrkomötet. Idag förekommer dock även sekulär lysning.
I de nordiska länderna har lysning gått till så att prästen under tre på varandra följande kyrkosöndagar i samband med huvudgudstjänsten utlyser att två av församlingens medlemmar avser ingå äktenskap. Om kontrahenterna (brudgummen och bruden) kommer från olika församlingar, sker lysningen på båda orterna. På så sätt ges församlingen, som förväntas känna det blivande brudparet, tillfälle att påpeka eventuella hinder för vigseln. Historiskt tros kampen mot äktenskap mellan syskon och andra nära släktingar ha utgjort motivet till lysningen, men löften om ett liv i celibat, redan ingånget äktenskap eller tvångsäktenskap har också anförts som hindersskäl.

## Romersk-katolska kyrkan
I den ursprungliga katolska kanoniska rätten var avsikten med lagen om ämnet förhindra hemliga äktenskap, förordnades i kanon 51 i fjärde laterankonciliet 1215; fram till dess gjordes endast det offentliga tillkännagivandet i kyrkan om äktenskap som skulle ingås i vissa områden.

## Frankrike
Fransk civillagstiftning ställer krav på att lysning sker genom anslag på offentliga anslagstavlor i kontrahenternas respektive hemorter. För att borgmästaren (eller borgmästarens ställföreträdare) ska kunna förrätta vigselakten krävs att lysning skett minst 10 dagar tidigare. Lysningen anslås i ett år. En statsåklagare kan ge dispens från kravet på lysning i särskilt allvarliga fall. Ett känt modernt exempel på det är vigseln mellan Nicolas Sarkozy och Carla Bruni den 2 februari 2008, då Sarkozy i egenskap av Republikens dåvarande president anförde behovet av diskretion som skäl för dispensansökan.

## Storbritannien
Den engelska äktenskapsbalken ställer liknande krav som den svenska, och infördes 1215 av kyrkan efter det Fjärde Laterankonciliet. Lysningen ska ske under tre söndagar före vigseln i kontrahenternas kyrkor och i den kyrka där vigseln ska äga rum. Regeln gäller fortfarande, men lysningen har sedan 1400-talet kunnat ersättas av en marriage license, en äktenskapslicens. Från 1750-talet införlivades kyrkolagens krav på lysning i den civilrättsliga lagstiftningen i England och Wales, och idag utgör äktenskapslicenserna ett viktigt material för brittiska släktforskare.
En egenhet är att lysningen i England har motiverats med att försöka hindra par från att rymma från hemförsamlingen och gifta sig på annan ort. I London var "Fleet marriages" vanliga, paret vände sig då till en präst som råkade sitta i Fleetfängelset och bad honom utföra vigselakten mot en ekonomisk ersättning. Gretna Green, belägen precis på insidan av den skotska gränsen, var en annan populär bröllopsort, åtminstone i litteraturen. 
Då Skottland inte ställt några formkrav på vigseln utöver att paret offentligt givit varandra äktenskapslöfte, kunde unga älskande undslippa både kyrkans krav på lysning och statens krav på föräldramedgivande för makar under 21 år. Idag är dock Skottlands och Englands med Wales lagstiftning på området harmoniserad. 
Kunglig sanktion gavs för "Church of England Marriage (Amendment) Measure"  den 19 december 2012. Eftersom endast det som stod i den allmänna bönboken fanns förankrat i äktenskapslagen från 1949, skulle den formuleringen utan tvekan ha använts. Men i sina anteckningar om åtgärden från 2012 tillkännagav Engelska kyrkans juridiska kontor "På vissa ställen har den alternativa formen, som anges i Kyrkohandboken, använts under en längre tid. Det finns inga juridiska problem med äktenskap som har ingåtts efter publicering av lysningar i den formen, eftersom den rättsliga substansen i orden är densamma som den form som finns i den allmänna bönboken. Men det kommer nu att finnas en lagstadgad grund för användningen av den alternativa formen".

## Sverige och Norden
I Sverige fanns lagkrav på lysning till 1969, då den ersattes med ett folkbokföringsärende kallat hindersprövning. Ansökan sker högst fyra månader före den planerade vigseln. Även i Finland har lysningen ersatts med en hindersprövning, som sker minst sju dagar innan vigseln. I Danmark avskaffades den obligatoriska lysningen 1969.
I alla ovan nämnda länder finns dock möjligheten till lysning kvar, men prövningsmomentet har utgått och lysningen tjänar nu som kungörelse och ett tillfälle för det blivande paret att få församlingens förbön.

### Den folkliga lysningstraditionen i Finland
Under 1800-talet var den blivande bruden sällan närvarande då man skulle ta ut lysningen, om än bruket på olika orter varierade. Paret skulle tillsammans närvara i kyrkan åtminstone en av lysningssöndagarna. En vanlig trosföreställning var att de annars skulle få döva barn.
Från flera orter i Svenskfinland finns uppteckningar om hur lysningen utlöste stor glädje med buller och larm i hela bygden. Seden var att skramla och väsnas och avfyra bomber vid husknuten där det fanns ett lysningspar. I Strömfors åkte paret tillsammans för att ta ut lysning och på hemvägen möttes paret med buller och det lades ut hinder på vägen. Man kunde också skjuta med gevär och ju fler skott som sköts desto mer hedrades paret.
När lysningen avkunnats brukade man skämtsamt säga att paret ”brutit benen av sig” eller ”ramlat ner från predikstolen”. Sådana uttryck och seden att ge en krycka och stav i miniatyr till brudparet i present har förekommit i Tyskland, Österrike, Skandinavien och Finland.
Lysningstiden var en period fylld av olika festligheter, upptåg, danser och kalas. Festen firades oftast i samband med den första lysningssöndagen och kunde vara lika storståtlig som det riktiga bröllopet. Den som hade råd firade både lysningskalas och bröllop, medan fattigare folk ofta firade enbart lysningskalas.